# Prueba de Kastle-Meyer

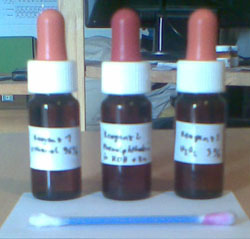
Pruebas químicas, Ciencia forense, Fenolftaleína

La prueba de Kastle-Meyer es una prueba forense preliminar, descrita por vez primera en 1903, en la que se usa el indicador químico fenolftaleína. Se fundamenta en la actividad, similar a una peroxidasa, de la hemoglobina en la sangre, para catalizar la oxidación de la fenolftalina (la forma reducida incolora de la fenolftaleína) a fenolftaleína, que es visible por su color rosado brillante.

## Método
Una presunta muestra de sangre se recolecta primero con un hisopo. Se agrega una gota de reactivo de fenolftaleína a la muestra y, después de unos segundos, se aplica una gota de peróxido de hidrógeno al hisopo. Si el hisopo se vuelve rosado rápidamente, se dice que da un presunto positivo para sangre. Esperar períodos de más de 30 segundos hará que la mayoría de los hisopos se vuelvan rosados de forma natural a medida que se oxidan por sí solos en el aire.
Opcionalmente, la torunda puede ser tratada primero con una gota de etanol, con el fin de lisar las células presentes y ganar sensibilidad y especificidad. Esta prueba no es destructiva de la muestra, que puede guardarse y ser usada en otras pruebas en el laboratorio; sin embargo, pocos laboratorios usarían la misma torunda usada en la prueba de Kastle-Meyer en cualquier otra prueba, optando en su lugar por usar una nueva torunda de la muestra original.

## Limitaciones
Aunque se ha reportado que la prueba de Kastle-Meyer es capaz de detectar diluciones de sangre hasta de 1:107, hay un número de limitaciones importantes para el test. La prueba dará un resultado falso positivo en la presencia de peroxidasas vegetales, como los encontrados en la cola de caballo, brócoli, coliflor, etc. Adicionalmente, otras especies oxidantes en la muestra causarán un falso positivo. Oxidantes químicos como las sales de cobre o de níquel también causarán que el reactivo de Kastle-Meyer se vuelva rosado antes de la adición del peróxido de hidrógeno, por lo que es de vital importancia agregar el reactivo primero, esperar unos cuantos segundos, y luego agregar el peróxido de hidrógeno.
La prueba de Kastle Meyer tiene la misma reacción con la sangre humana que con cualquier otra sangre basada en hemoglobina, así que debe realizarse una prueba confirmatoria, como la prueba de Ouchterlony para concluir definitivamente de qué especie proviene la sangre.
Las pruebas catalíticas de color son muy sensibles, pero no específicas. Un color positivo de la prueba, solo, no debe ser interpretado como una prueba positiva de la sangre. Sin embargo, un resultado negativo es generalmente prueba de la ausencia de cantidades detectables de hemo.

## Mecanismo
La fenolftaleína usada en esta prueba ha sido modificada de su forma convencional, en que ha sido reducida por dos electrones, y predisuelta en una solución alcalina. Esto se consigue típicamente hirviendo una solución alcalina de fenolftaleína con polvo de zinc, que reduce la fenolftaleína a fenolftalina. Con la reducción, el color rosado intenso de la fenolftaleína se desvanece a un color amarillo débil casi trasparente. Es en esta forma como está presente en los kits de la prueba de Kastle-Meyer. Con el fin de general el color rosado intenso indicativo de una prueba positiva, la fenolftaleína reducida debe ser oxidada de vuelta a su forma coloreada normal.
En la reacción relevante, el peróxido de hidrógeno reacciona con la hemoglobina en la sangre. La fenolftaleína no participa en este primer proceso. En su reacción con el peróxido de hidrógeno, el centro hemo de la hemoglobina sufre la reacción de homólisis del enlace O-O:
HOOH + Fe3+[hemo] → Fe4+=O[hemo] + OH· + H+
Los productos de esta reacción son un equivalente tanto de la especie de oxo hierro de valencia alta, y el radical hidroxilo, cualquier de los cuales es capaz de oxidar la fenolftaleína reducida hacia la forma coloreada. La cantidad de ácido producido en esta reacción es insignificante en comparación con la concentración de la base presente en la solución de reactivo de fenolftalina. Además, esta reacción de heme con peróxido es catalítica, haciendo de la prueba muy sensible a pequeñas cantidades de sangre presentes en la torunda de prueba.